# Řecký ligový pohár
Řecký ligový pohár (řecky Κύπελλο Ε.Π.Α.Ε.) je bývalá pohárová vyřazovací soutěž v řeckém fotbalu, které se účastnily kluby hrající řeckou Superligu. Hrálo se pouze v sezoně 1989/90, jediným vítězem se stal klub AEK Athény.

## Přehled finálových zápasů
Pozn.: vítěz je označen tučně.

Zdroj: 
- 1990 AEK Athény – Olympiakos Pireus 3:2